# Mokra robota (film 2013)
Mokra robota (oryg. On the Job) – filipiński dreszczowiec z 2013 roku w reżyserii Erika Mattiego. Film został wyprodukowany przez kompanię filipińską Star Cinema (spółka zależna nadawcy ABS-CBN) we współpracy z kompanią amerykańską Reality Entertainment.
W Polsce obraz prezentowany był na Warszawskim Festiwalu Filmowym.

## Obsada
Źródło: Filmweb
- Piolo Pascual – Francis Coronel Jr.
- Gerald Anderson – Daniel Benitez
- Joel Torre – Mario „Tatang” Maghari
- Joey Marquez – Sierżant Joaquin Acosta
- Angel Aquino – Lolet
- Michael De Mesa – Manrique